# اس‌اس امپایر ارو
اس‌اس امپایر ارو (به انگلیسی: SS Empire Arrow) یک کشتی بود که طول آن ۴۶۸ فوت ۳ اینچ (۱۴۲٫۷۲ متر) بود. این کشتی در سال ۱۹۲۱ ساخته شد.